# Seruantztian
Els Seruantztian o Sruantzit van ser una família de nakharark d'Armènia sorgida probablement com a branca menor d'un altra dinastia cap al el segle iv. Governaven una regió coneguda també com a Seruantztian.
Khurs i Garegin Seruantztian van participar en la rebel·lió nacional de l'any 451, coneguda com a Revolta d'Ingilena, quan Vardanes I Mamiconi es va aixecar contra el rei persa Isdigerdes II. Després d'això no tornen a ser esmentats.